# Grieks
Het Grieks (Ελληvικά) is een talenfamilie van de Indo-Europese talen. Het werd door de Achaeërs naar Griekenland gebracht rond 1900 voor Christus. In eerste instantie waren er verschillende gesproken dialecten, met als belangrijkste groepen: Ionisch-Attisch, Dorisch en Eolisch Grieks.
Het eerste schrift voor deze taal is Lineair B en het oudste met dat schrift verbonden Grieks (1450-1250 v.Chr.?) wordt Myceens genoemd. Sinds de tijd van de klassieken is de taal geschreven in het Griekse alfabet, dat 24 letters omvat.
Attisch Grieks was de taal die gesproken werd in Athene. De meerderheid van de literatuur die uit de klassieke periode nog bewaard is gebleven, is in dit dialect geschreven. Belangrijke uitzonderingen zijn de historicus Herodotos (Ionisch) en de dichteres Sappho (Aeolisch). Alexander de Grote speelde een belangrijke rol in het samenvoegen van deze dialecten tot Koinè-Grieks (naar het Griekse woord voor algemeen). Door de eentaligheid van zijn leger werd de communicatie makkelijker. Ook leerden de bewoners van bezette gebieden dit Koinè, waardoor het de status van "wereldtaal" kreeg. Koinè-Grieks werd dan ook de lingua franca in het oostelijke gedeelte van het Romeinse Rijk (ook wel Byzantijnse Rijk). Het Nieuwgrieks stamt hiervan af.

## Geschiedenis van het Grieks

### Oudgrieks
Zonder twijfel is het Grieks de taal met de oudste geschreven bronnen in Europa: bijna 30 eeuwen wordt er Grieks geschreven. En ook al verschilt het Nieuwgrieks natuurlijk heel sterk van het klassieke, de kenner zal vlug merken dat de historische evolutie het innerlijke wezen van de taal niet ingrijpend heeft gewijzigd. Het klassieke Latijn verdween vrij vroeg als gesproken eenheidstaal en viel uiteen in diverse Romaanse dochtertalen; het Grieks daarentegen is zelf nooit verdwenen en ging ook nooit over in dochtertalen.
In de archaïsche en klassieke periode was het Grieks zeker geen eenheidstaal: er bestonden onderling sterk afwijkende dialecten, die te herleiden zijn tot volgende hoofdgroepen:

#### Dorisch
Dorisch was een Oudgriekse dialectgroep. Het Dorisch werd gesproken op de Peloponnesos, op Kreta en de zuidelijke Cycladen, in Zuid-Italië en Sicilië. Het werd ook gebruikt als kunstdialect voor alle literatuur die bestemd was om in koor gezongen te worden, ook buiten de grenzen van het Dorische taalgebied. Zie ook Koorlyriek;
Het Dorisch leeft nog voort in het Griko van Zuid-Italië en het Tsakonisch van de Peloponnesos.

Verspreiding van de Griekse dialecten

#### Eolisch
Staat ook wel bekend als 'Lesbisch Grieks', vanwege de twee belangrijkste dichters in dit dialect, Sappho (7e eeuw v.Chr.) en haar oudere tijdgenoot Alkaios. Het bevatte vergeleken met het Attisch, Ionisch en Dorisch veel archaïsmen. Het werd gesproken in Thessalië, Boeotië en noordelijk Klein-Azië.

#### Ionisch
Het Ionisch dialect is een Oudgriekse dialectengroep. Het werd gesproken op het grootste gedeelte van de westkust van Klein-Azië, op Euboia en enkele andere eilanden van de Egeïsche Zee en in enkele steden van Zuid-Italië (vb. Cumae). De bekendste schrijver die in het Ionisch schreef is Herodotos. Dit dialect klinkt veel zangeriger dan het Attisch omdat het meer klinkers telt. In het Attisch worden immers vaak opeenvolgende klinkers tot één lettergreep gereduceerd ("contractie"), wat in het Ionisch minder gebeurt.

#### Macedonisch
Macedonisch was een Oudgriekse dialectgroep en moet dus niet verward worden met de moderne Zuidslavische taal met dezelfde naam. Er zijn slechts weinig geschriften van bewaard gebleven, maar het was wel het dialect van Alexander de Grote en zijn voorouders. Het Macedonisch werd gesproken in de toenmalige regio Macedonië.

#### Attisch
Omdat Athene in de klassieke periode als het belangrijkste economische en culturele centrum van de Griekse wereld gold, verspreidde het lokale Ionisch-Attische dialect -de taal van Xenophon, Sophocles, Plato en Demosthenes- zich buiten zijn oorspronkelijke grenzen en groeide het uit tot een soort algemene omgangstaal in de Griekssprekende gebieden. Dit is dan ook de reden dat in onze scholen hoofdzakelijk de Attische grammatica wordt onderwezen.

##### Grammatica van het Attisch
Het Klassieke Grieks kent 5 naamvallen: nominatief, genitief, datief, accusatief en vocatief. Anders dan in het Latijn (dat geen lidwoorden heeft) wordt zowel het lidwoord als het zelfstandig naamwoord verbogen.
voorbeeld: ὁ δοῦλος (=de slaaf)
| naamval     | enkelvoud  | meervoud     |
| ----------- | ---------- | ------------ |
| nominatief: | ὁ δοῦλος   | οἱ δοῦλοι    |
| genitief:   | τοῦ δούλου | τῶν δούλων   |
| datief:     | τῷ δούλῳ   | τοῖς δούλοις |
| accusatief: | τὸν δοῦλον | τοὺς δούλους |
| vocatief:   | ὦ δοῦλε    | ὦ δοῦλοι     |

Net als in het Latijn hebben Griekse werkwoordsvormen meestal geen persoonlijk voornaamwoord (ik, jij, wij, hij enz.)
Je ziet aan de uitgang van het werkwoord met welke persoon je te maken hebt.
Bijvoorbeeld:
| vorm       | vertaling                                                          |
| ---------- | ------------------------------------------------------------------ |
| λύω        | ik maak los                                                        |
| λύεις      | jij maakt los                                                      |
| λύει       | hij, zij, het maakt los                                            |
| λύομεν     | wij maken los                                                      |
| λύετε      | jullie maken los                                                   |
| λύουσι(ν)1 | zij maken los                                                      |
| λῦε        | maak los/jij moet losmaken (imperativus (gebiedende wijs) ev)      |
| λύετε      | maak los/jullie moeten losmaken (imperativus (gebiedende wijs) mv) |
| λύειν      | losmaken (infinitief)                                              |

1: Als na dit woord een woord komt dat met een klinker begint, of een leesteken, dan wordt achteraan een welluidendheidsnu ν toegevoegd.
Voor de verleden tijd (het zogenaamde imperfectum) wordt er voor de stam een letter, de epsilon (ε), voorgezet, het zogenaamde augment, waaraan je kunt zien dat je met een imperfectum te maken hebt. Er zijn een paar aparte persoonsuitgangen
| vorm    | vertaling                         |
| ------- | --------------------------------- |
| ἔλυον   | ik maakte los (elluon)            |
| ἔλυες   | jij maakte los (elluès)           |
| ἔλυε(ν) | hij, zij, het maakte los (elluèn) |
| ἐλύομεν | wij maakten los (elluommen)       |
| ἐλύετε  | jullie maakten los (elluetè)      |
| ἔλυον   | zij maakten los (elluon)          |

### Koinè-Grieks
Met de veroveringen van Alexander de Grote dringt het Attisch door naar het Oosten en wordt, gedurende de gehele Hellenistische periode, dé wereldtaal bij uitstek. De oude dialecten waren verdrongen en stierven uit ten voordele van een veralgemeend Grieks, dat men de "koinè (glootta)" noemde. Zelfs de Romeinse veroveraars spraken onder elkaar bij voorkeur koinè-Grieks, om hun culturele bagage te etaleren, en ook de boeken van het Nieuwe Testament werden in deze taal geschreven en verspreid. Het Grieks wordt de taal van het vroegste christendom en vervolgens van het Oost-Romeinse of Byzantijnse Imperium, waar het Latijn langzaam maar zeker in onbruik raakte. Dan voltrekt zich een evolutie die bij meer wereldtalen merkbaar is: om de bruikbaarheid bij niet-moedertaalsprekers te verhogen moeten de grammaticale moeilijkheden gereduceerd worden. Dat gebeurde reeds in de klassieke periode met de dualis-vormen (het "tweevoud"). In het koinè-stadium raakten de datief en de optatief steeds meer in onbruik om uiteindelijk, op een paar versteende uitdrukkingen na, geheel te verdwijnen.

### Middelgrieks of Byzantijns Grieks
In de Byzantijnse middeleeuwen vallen ook de infinitieven weg, evenals de oude futurum-, perfectum- en plusquamperfectumvormen, ten voordele van sterk vereenvoudigde omschrijvingen met hulpwerkwoorden (zoals in andere moderne talen). Daarnaast nam het Grieks in de loop van zijn geschiedenis vele leenwoorden op uit de talen van de volken waarmee de Grieken – vaak met tegenzin – geconfronteerd werden, onder andere:
- uit het Latijn (van de Romeinse veroveringen tot de val van Rome)
- uit het Italiaans (tijdens de Venetiaanse bezetting)
- uit het Turks (tijdens de Turkse bezetting van 1453 tot 1830)
- uit het Frans en het Engels (in de moderne tijden)

De verovering door de Turken betekende het einde van het Grieks als taal van wetenschap en cultuur. Sommige Byzantijnse intellectuelen vluchtten naar het Westen (waar zij onder andere bijdroegen aan het ontstaan van de renaissance). Vier eeuwen lang leeft het Grieks nog slechts als de spreektaal onder de bevolking en als schrijftaal van de geestelijkheid.

### Nieuwgrieks
Wanneer dan, rond 1830, er een einde komt aan de Ottomaanse bezetting, wenst men alles wat aan de islam herinnert zo spoedig mogelijk uit het openbare leven te bannen, niet het minst de sterke Turkse invloeden in de Griekse volkstaal, de "dimotikí (glossa)" δημοτική (γλώσσα). Daarom opteert de kersverse Griekse regering voor een terugkeer naar de "geleerdentaal" van de Byzantijnse christenheid, de "katharèvousa (glossa)" καθαρεύουσα (γλώσσα).
Maar de omschakeling verloopt minder vlot dan gewenst: buiten de bestuurlijke, kerkelijke en wetenschappelijke schrijftaal, de "katharèvousa", blijft het Griekse volk de "dimotikí" met haar eenvoudiger syntaxis hanteren als spreektaal, hierbij gesteund door een aantal toonaangevende letterkundigen.
Zo kreeg Griekenland dan zijn eigen taalkwestie. Rond 1900 bereikt de academische polemiek tussen de taalpuristen en de "vulgaristen" zijn hoogtepunt: een nieuwe "hertaling" van de Evangeliën in de dimotikí lokte in 1902 zelfs relletjes uit in de straten van Athene, waarbij een aantal mensen het leven verloor.

## Nieuwgrieks

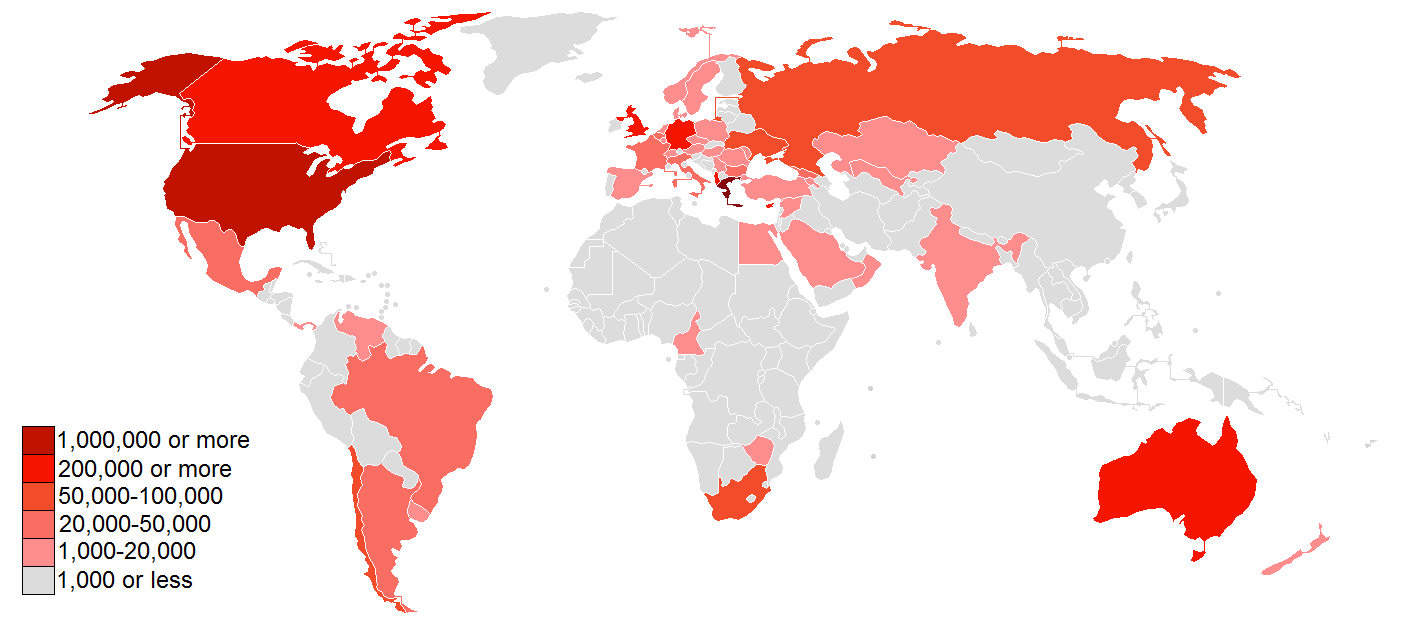
De 50 landen met mensen waar het Grieks het meest gesproken wordt

Momenteel bestaan er dan ook in Griekenland nog steeds twee taalidiomen: enerzijds de "geleerde" en archaïsche katharèvousa, die in de praktijk nog enkel door de Grieks-Orthodoxe liturgie wordt gehanteerd (en stilaan uitsterft) en anderzijds de vlotte en gemakkelijker hanteerbare dimotikí, de gesproken taal van de media en de literatuur. De twee taal- en spellingsvormen beïnvloeden elkaar sterk, en bijgevolg is er vaak weinig uniformiteit in de spelling en de syntaxis van het eigentijdse geschreven Grieks.
In 1981 trad Griekenland als 10e lidstaat toe tot de Europese Gemeenschap. In het kader van een algemene vereenvoudiging besluit een parlementaire commissie in 1982 een spellingwijziging door te voeren: de oude spiritustekens – sinds eeuwen reeds overbodig – worden niet meer genoteerd en de ingewikkelde accentregels sterk vereenvoudigd (nog één enkel accentteken, op de lettergreep die de klemtoon draagt).
Aan het begin van de 21e eeuw bestaat er een tendens om voor de Nieuwgriekse omgangstaal de term kini neo-elliniki glossa ‘gemeenschappelijke Nieuwgriekse taal’ te gebruiken.
Naast de twee op Koinè gebaseerde Nieuwgriekse dialecten die in Griekenland worden gesproken, zijn er nog andere dialecten van Grieks in leven, zoals het Pontisch, dat is ontstaan uit het Ionisch, en Griko en Tsakonisch, die zijn ontstaan uit het Dorisch. Deze dialecten zijn door hun afgelegen locatie – Pontisch is de verzamelnaam van Ionische dialecten van de Zwarte Zee – weinig veranderd in de afgelopen eeuwen. Ze zijn echter wel met uitsterven bedreigd; Griko wordt nog maar in een paar dorpjes in Zuid-Italië gesproken. Het Pontisch kent veel leenwoorden uit het Turks en Perzisch maar staat vergeleken met Nieuwgrieks dichter bij het Oudgrieks en wordt nog steeds in Griekenland en in veel dorpen in de Turkse provincie Trabzon gesproken. De Nederlandse wetenschapper Mark Janse ontdekte in 2005 in Griekenland sprekers van het Cappadocisch, een andere Grieks-Turkse mengtaal die ook dichter bij het Oudgrieks staat dan bij Nieuwgrieks. Van deze taal werd vermoed dat zij reeds halverwege de 20ste eeuw was uitgestorven. Het Romeyka is een van de Pontische dialecten die worden gesproken door een islamitische bevolking in de Turkse provincies Trabzon en Rize. Het Romeyka heeft van alle bekende huidige Griekse dialecten het meest behouden van Koinè-Grieks.

## Letters en uitspraak

### Huidige alfabet
| hoofdletter | kleine letter | Naam     | Naam                           | transliteratie naar Nederlands | transliteratie naar Nederlands |
| hoofdletter | kleine letter | Ελληνικά | Nederlands                     | Klassiek Grieks                | Modern Grieks                  |
| ----------- | ------------- | -------- | ------------------------------ | ------------------------------ | ------------------------------ |
| Α           | α             | Αλφά     | Alfa                           | a                              | a                              |
| Ά           | ά             | Αλφά     | Alfa                           | aa                             | aa                             |
| Β           | β             | Βητά     | Bèta (tegenwoordig Vita)       | b                              | v                              |
| Γ           | γ             | Γαμμά    | Gamma                          | g                              | g                              |
| Δ           | δ             | Δελτά    | Delta                          | d                              | ð of th                        |
| Ε           | ε             | Εψίλον   | Epsilon                        | e                              | e                              |
| Έ           | έ             | Εψίλον   | Epsilon                        | ee                             | ee                             |
| Ζ           | ζ             | Ζετά     | Zèta                           | zd, dz                         | z                              |
| Η           | η             | Ητά      | Èta                            | e                              | i                              |
| Ή           | ή             | Ητά      | Èta                            | ee                             | y                              |
| ῌ           | ῃ             | ῌτά      | Èta met Iota subscriptum       | ei, èi of ej                   | ei, èi of ej                   |
| Θ           | θ             | Θητά     | Thèta                          | t, th                          | ð of th                        |
| Ι           | ι             | Ιωτά     | Iota                           | i¹ of j²                       | i¹ of j²                       |
| Ί           | ί             | Ιωτά     | Iota                           | ie of y                        | ie of y                        |
| Κ           | κ             | Καππά    | Kappa                          | k, c³ of q                     | k, c³ of q                     |
| Λ           | λ             | Λαμβδά   | Lambda                         | l                              | l                              |
| Μ           | µ             | Μύ       | Mu                             | m                              | m                              |
| Ν           | ν             | Νύ       | Nu                             | n                              | n                              |
| Ξ           | ξ             | Ξί       | Xi                             | x of ks                        | x of ks                        |
| Ο           | ο             | Ομίκρον  | Omikron                        | o                              | oo of o                        |
| Ό           | ό             | Ομίκρον  | Omikron                        | ó                              | óó of ó                        |
| Π           | π             | Πί       | Pi                             | p                              | p                              |
| Ρ           | ρ             | Ρώ       | Rho                            | r                              | r                              |
| Σ           | σ of ς        | Σιγμά    | Sigma                          | s, ç of c³                     | s, ç of c³                     |
| Τ           | τ             | Ταυ      | Tau                            | t of th                        | t of th                        |
| Υ           | υ             | Υψίλον   | Upsilon (tegenwoordig Ypsilon) | u                              | i                              |
| Ύ           | ύ             | Υψίλον   | Upsilon (tegenwoordig Ypsilon) | uu                             | ie                             |
| Φ           | φ             | Φί       | Phi                            | f, ph of v                     | f, ph of v                     |
| Χ           | χ             | Χί       | Chi                            | ch                             | ch                             |
| Ψ           | ψ             | Ψί       | Psi                            | ps                             | ps                             |
| Ω           | ω             | Ωμέγά    | Omega                          | oo                             | oo of o                        |
| Ώ           | ώ             | Ωμέγά    | Omega                          | óó                             | óó of ó                        |

¹Voor een medeklinker of aan het einde van een woord
²Voor een klinker of zichzelf
³Als /s/ uit gesproken wordt de c door een Sigma(Σ σς) vervangen en als /k/ uitgesproken wordt de c door een Kappa(Κ κ) vervangen

### Tweetekenklanken
| Hoofdletters | Kleine letters | Namen           | Transliteratie         | Opmerking        |
| ------------ | -------------- | --------------- | ---------------------- | ---------------- |
| ΟΥ           | ου             | Omikron+Ypsilon | oe, ou, u of w         |                  |
| ΕY           | ευ             | Epsilon+Ypsilon | ev                     | vroeger ui       |
| ΟΕ           | οε             | Omikron+Epsilon | eu, ø of ö             |                  |
| ΑΥ           | αυ             | Alfa+Ypsilon    | au, auw, ou, ouw of ao |                  |
| ΝΤ           | ντ             | Nu+Tau          | d                      | vroeger de Delta |
| ΜΠ           | μπ             | Mu+Pi           | b                      | vroeger de Bèta  |

### Verouderde Letters
| Hoofdletter | Kleine letter | Naam     | Naam           | |
| Hoofdletter | Kleine letter | Ελληνικά | Nederlands     | Uitleg |
| ----------- | ------------- | -------- | -------------- | --- |
| Ϙ of Ϟ      | ϙ of ϟ        | Ϙοππά    | Qoppa          | Het verschil met deze letter en de Kappa is vergelijkbaar met het verschil tussen de Q en de K in het Latijnse alfabet. In het Oudgrieks werden de Qoppa en de Kappa door elkaar heen gebruikt. In het Nieuwgrieks is in vrijwel elk woord deze letter door de Kappa vervangen en is de Qoppa verouderd. |
| Ϝ           | ϝ             | Ϝαυ      | Digamma of Wau | Zie Digamma voor het hoofdartikel over dit onderwerp. |
| Ϛ           | ϛ             | Ϛιγμά    | Stigma         | In het Oudgrieks werd deze letter gebruikt om de klank "st" weer te geven, zoals in stoep. In het Nieuwgrieks schrijft men een Sigma, gevolgd door een Tau om de klank "st" weer te geven en is de Stigma verouderd.                                                                                     |
| Ͱ           | ͱ             | Ͱετά     | Heta           | In het Oudgrieks werd deze letter voor de klank /h/ gebruikt. In het Nieuwgrieks plaatst men een ῾ op of voor de gewenste klinker om de /h/ weer te geven. bijvoorbeeld "Ha" wordt Ἁ. De Heta is hierdoor verouderd.                                                                                     |
| Ϻ           | ϻ             | Ϻαν      | San            | In het Oudgrieks werd deze letter als een tweede Sigma gebruikt. Tegenwoordig heeft vrijwel elk woord met de klank [s] een Sigma gekregen en is de San verouderd. |
| Ϸ           | ϸ             | Ϸω       | Sho            | In het Oudgrieks werd deze letter gebruikt om de klank [ʃ](sj) weer te geven. Tegenwoordig schrijft men een Sigma, gevolgd door een Iota om deze klank weer te geven en is de Sho verouderd. |

## Griekstaligen in de wereld
Het Grieks is de officiële taal in:
1. Griekenland
2. Cyprus
3. Europese Unie

Er zijn autochtone Griekstalige minderheden in:
1. Albanië: in (Noord-Epirus) is er een Griekstalige minderheid (330.000).
2. Italië: in Apulië en Calabrië spreken 72.000 mensen het zogenaamde Griko of Grecanico.
3. Turkije: krachtens het Verdrag van Lausanne van 1923 werd de Griekse minderheid in Istanboel en het gebied ten oosten van Trabzon niet opgenomen in de bevolkingsruil tussen beide landen.
4. Oekraïne en Georgië: hier wonen ongeveer 385.000 Pontische Grieken.
5. In Hongarije is het Grieks een van de 10 erkende minderheidstalen.
6. Libanon, Israël en Egypte
7. Malta (Middellandse Zee): ongeveer 5000 van de ruim 400.000 inwoners spreken Grieks

Daarnaast zijn er Griekse emigrantengemeenschappen in West-Europa, Noord-Amerika en Australië.

## Bestudering
Al in de Oudheid en in het Byzantijnse Rijk werd het Grieks als taal bestudeerd, maar de modern wetenschappelijke bestudering is ontstaan toen Byzantijnse geleerden als kardinaal Bessarion, op de vlucht voor de Ottomanen, zich in de vijftiende eeuw vestigden in Renaissance-Italië. Hun kennis werd gretig aanvaard door humanisten als Lorenzo Valla, die de inzichten toepasten op de bestudering van de Bijbel. Dit was een van de aanleidingen tot de Reformatie. De huidige bestudering is aan het begin van de negentiende eeuw vorm gegeven door de Duitse classicus F.A. Wolf.